# Gebang (Gemuh)
Gebang is een bestuurslaag in het regentschap Kendal van de provincie Midden-Java, Indonesië. Gebang telt 2477 inwoners (volkstelling 2010).